# (19397) Lagarini
(19397) Lagarini est un astéroïde de la ceinture principale.

## Description
(19397) Lagarini est un astéroïde de la ceinture principale. Il fut découvert le 3 mars 1998 à Caussols par le projet ODAS. Il présente une orbite caractérisée par un demi-grand axe de 2,42 UA, une excentricité de 0,14 et une inclinaison de 2,3° par rapport à l'écliptique.

## Compléments